# Warren Kiamco
Warren Kiamco (* 2. Mai 1970) ist ein philippinischer Poolbillardspieler.

## Karriere
Im September 1998 wurde Kiamco Fünfter bei den US Open. Bei der 9-Ball-Weltmeisterschaft schied er 1998 im Achtelfinale aus.
Im Juni 2000 wurde er Fünfter bei der $50,000 International Invitational Billiards Challenge. Bei der 9-Ball-WM 2000 kam er auf den 33. Platz, 2001 auf den 65. Platz.
Beim Tokyo 9-Ball Event wurde Kiamco 2001 Dritter. 2002 belegte er bei der 9-Ball-WM den 33. Platz, gewann bei den Asienspielen im Finale gegen Yang Ching-shun die Silbermedaille im 9-Ball-Einzel und wurde bei der IBC-Tour einmal Fünfter.
Bei den 9-Ball-Weltmeisterschaften 2003 und 2004 schied Kiamco erneut in der Runde der letzten 64 aus. Auf der Asian 9-Ball-Tour wurde er 2003 und 2004 insgesamt dreimal Zweiter und einmal Dritter.
Bei der 9-Ball-WM 2005 schied Kiamco im Sechzehntelfinale aus.
2006 wurde er Fünfter bei der UPA Pro Tour Championship und bei den Reno Open im Juni.
Bei der International Pool Tour belegte er 2006 den 121. beziehungsweise 63. Platz.
Im März 2007 gewann Kiamco die US Bar Table Championship im 8-Ball und im 9-Ball sowie ein Turnier der Blaze 9-Ball Tour.
Im Mai wurde er Fünfter bei der Predator International Championship. Bei der 14/1 endlos-WM 2007 schied er im Viertelfinale gegen Huidji See aus.
Im Oktober 2007 belegte Kiamco bei den US Open den 13. Platz, bei den All Japan Open wurde er Neunter.
Bei der 8-Ball-Weltmeisterschaft 2008 erreichte Kiamco das Viertelfinale, unterlag dort aber seinem Landsmann Dennis Orcollo. Bei den Qatar World Open wurde er 2008 Neunter, bei den US Open Dritter und bei der Quezon City Invasion Zweiter.
2009 wurde Kiamco Dritter bei der Predator International Championship und Zweiter beim World Classic 10-Ball Event.
Bei der 10-Ball-WM 2009 schied er im Viertelfinale gegen seinen Landsmann Antonio Lining mit 8:9 aus.
Im Oktober 2010 erreichte er bei den Asienspielen das Finale im 9-Ball-Einzel und unterlag dort Dennis Orcollo.
Bei der Predator International Championship 2010 wurde Kiamco Fünfter, bei den US Open wurde er Vierter.
Im Januar 2011 wurde Kiamco beim Derby City Classic Fünfter im 9-Ball. Die US Bar Table Championship gewann er 2011 im 9-Ball, im 8-Ball wurde er Zweiter. Bei den US Open 2011 wurde er Siebter.
Beim Derby City Classic 2012 belegte Kiamco den 14. Platz im 9-Ball. Die Houston 9-Ball Open und das Johnny Archer Classic gewann er 2012. Zudem gewann er ein Turnier der Predator-Pro-Am-Tour und wurde einmal Zweiter.
Im Januar 2013 wurde Kiamco Vierter im Bank Pool beim Derby City Classic. Im Februar gewann er ein Turnier der Midwest Tour. Bei den US Open im 8-Ball wurde er Fünfter, beim World 14.1 Tournament schied er im Achtelfinale gegen Stephan Cohen aus. Im September 2013 gewann Kiamco die Texas Open und im November die Bar Table Championship.
Bei den US Bar Box Championship 2014 wurde Kiamco im Finale gegen Shane van Boening Zweiter. Bei der 9-Ball-WM schied er in der Runde der letzten 64 gegen Wang Can aus.
Im August 2014 gewann Kiamco das Steinway Classic, schied im Achtelfinale des World 14.1 Tournament gegen Mike Dechaine aus und wurde Dritter bei den Smokin Aces Bar Box 9-Ball Open. Bei den US Open 2014 wurde Kiamco Fünfter.
Im Januar 2015 gewann er im Finale gegen Alex Pagulayan den 9-Ball-Wettbewerb des Derby City Classic.
Im Februar 2015 erreichte er das Viertelfinale der 10-Ball-WM und schied dort gegen den Taiwaner Ko Ping-chung aus. Im Juli 2015 gewann er bei den Südostasienspielen gemeinsam mit Carlo Biado die Goldmedaille im 9-Ball-Doppel. Beim World 14.1 Tournament 2015 gelang ihm der Einzug ins Halbfinale, in dem er Titelverteidiger Darren Appleton unterlag. Im September 2015 schaffte es Kiamco nach 1998 zum zweiten Mal ins Achtelfinale der 9-Ball-WM, in dem er gegen den späteren Weltmeister Ko Pin-yi verlor.
Bei der Team-Weltmeisterschaft 2010 wurde Kiamco mit der philippinischen Mannschaft Vize-Weltmeister.